# کریستال ماونتن (میشیگان)
کریستال ماونتن (به انگلیسی: Crystal Mountain) یک منطقهٔ مسکونی در ایالات متحده آمریکا است که در میشیگان واقع شده‌است. کریستال ماونتن ۴٫۲۸ کیلومتر مربع مساحت و ۵۴ نفر جمعیت دارد و ۲۴۱ متر بالاتر از سطح دریا واقع شده‌است.